# Tulungrejo (Gandusari)
Tulungrejo is een bestuurslaag in het regentschap Blitar van de provincie Oost-Java, Indonesië. Tulungrejo telt 4082 inwoners (volkstelling 2010).